# Chris Gunter
Christopher Ross Gunter (sinh ngày 21 tháng 7 năm 1989) là một cựu cầu thủ bóng đá chuyên nghiệp người xứ Wales từng chơi ở vị trí hậu vệ. Là một hậu vệ cánh tấn công, anh ấy có khả năng chơi ở cả hai cánh nhưng thường chơi ở bên cánh phải ưa thích của mình. Từ năm 2023, anh là huấn luyện viên cho đội tuyển quốc gia xứ Wales.
Anh gia nhập đội trẻ Cardiff City và sau đó ký hợp đồng với câu lạc bộ Premier League Tottenham Hotspur với giá 4 triệu bảng vào tháng 1 năm 2008. Ít khi được sử dụng ở Tottenham, anh trở lại Nottingham Forest, ban đầu dưới dạng cho mượn, trước khi gia nhập Reading vào năm 2012. Anh có 314 lần ra sân cho Reading trước khi được giải phóng hợp đồng vào năm 2020 và chuyển đến Charlton Athletic và bến đỗ cuối cùng trong sự nghiệp vào năm 2022 là AFC Wimbledon.
Gunter là tuyển thủ xứ Wales kể từ lứa U17 và giữ kỷ lục là cầu thủ trẻ thứ hai ra mắt cho đội U21. Anh ra mắt đội tuyển quốc gia vào năm 2007, có 109 lần khoác áo đội tuyển trong sự nghiệp thi đấu quốc tế kéo dài 15 năm. Anh ấy là thành viên của đội tuyển xứ Wales đã lọt vào bán kết tại UEFA Euro 2016, đồng thời cũng góp mặt tại Euro 2020 và World Cup 2022 đội. Năm 2017, anh được vinh danh là Cầu thủ bóng đá xứ Wales của năm. Anh ấy đã vượt qua kỷ lục 92 lần khoác áo đội tuyển của Neville Southall vào năm 2018 và vào năm 2021, anh ấy trở thành cầu thủ xứ Wales đầu tiên có 100 lần ra sân cho đội tuyển.

## Thời thơ ấu
Gunter sinh ra ở Newport với Gerald và Sarah Gunter. Khi còn trẻ, anh theo học tại Trường trung học cơ sở Durham Road trước khi chuyển đến Trường trung học St Julian khi còn là một thiếu niên. Anh và anh trai Marc ủng hộ Cardiff City, bắt đầu theo dõi câu lạc bộ từ năm 9 tuổi, và anh ấy tiếp tục tham dự các trận sân khách mà đã không xung đột với lịch thi đấu của đội trẻ của mình về huấn luyện viên của những người ủng hộ cho đến năm 2006. Gunter cũng có BTEC National Diploma về Nghiên cứu Thể thao.

## Sự nghiệp câu lạc bộ

### Cardiff City
Gunter bắt đầu sự nghiệp của mình với tư cách là tiền đạo khi anh ấy chơi cho đội trẻ địa phương Durham Colts và Albion Rovers ở Newport nhưng chuyển sang chơi ở vị trí hậu vệ cánh khi còn trẻ và ký hợp đồng với đội trẻ Cardiff City khi mới 8 tuổi. Anh ký hợp đồng chuyên nghiệp đầu tiên với câu lạc bộ vào ngày 1 tháng 8 năm 2006 cùng với đồng nghiệp tốt nghiệp học viện Cardiff Darcy Blake.
Chủ yếu là chơi ở cánh phải hậu vệ, Gunter có trận ra mắt cấp cao cho Cardiff vào ngày 22 tháng 8 năm 2006 trước Barnet ở vòng đầu tiên League Cup , chơi trọn 90 phút trong trận thua 2–0 tại Ninian Park. Sau nhiều lần được đưa vào đội một, trận ra mắt giải đấu của anh ấy là trận thua 0-0 trên sân nhà trước Queens Park Rangers vào ngày 17 tháng 11 năm 2006. Gunter đã được khen ngợi về màn trình diễn của anh ấy bởi người quản lý Dave Jones, người đã nhận xét "Chris đã làm những điều đúng đắn, không để ai thất vọng và sẽ chỉ mạnh mẽ hơn." Gunter sau đó mô tả lần xuất hiện thứ hai ở giải đấu của mình, thất bại 4–1 đến Hull City, là một trong những điểm thấp nhất trong sự nghiệp của anh ấy. Tuy nhiên, anh ấy đã có thể duy trì vị trí của mình trong đội, cạnh tranh với Kevin McNaughton và Kerrea Gilbert.
Vào tháng 3 năm 2007, anh ấy đã giành được giải thưởng Người học việc của năm của Football League sau khi gây ấn tượng ở đội một do chấn thương của một số cầu thủ thường xuyên và trong mùa hè năm 2007, Gunter là đối tượng của hai lời đề nghị trị giá 500.000 bảng và 1 triệu bảng từ câu lạc bộ Premier League Everton. Tuy nhiên, cả hai đều bị từ chối. Vào cuối mùa giải 2006–07, sau 16 lần ra sân trên mọi đấu trường, anh trở thành cầu thủ trẻ nhất của Cardiff giành được suất khoác áo đội tuyển quốc gia cấp cao sau khi ra mắt, đánh bại kỷ lục câu lạc bộ 48 tuổi do Graham Moore nắm giữ.

### Tottenham Hotspur
Theo báo cáo vào ngày 21 tháng 12 năm 2007, Cardiff đã đồng ý một khoản phí đáng kể với Tottenham Hotspur và do đó cho phép Gunter tham gia đàm phán với câu lạc bộ. Cardiff cũng tuyên bố rằng Tottenham đã "đạt được mức định giá của cầu thủ này" mà trước đó được báo cáo là 4 triệu bảng. Vào ngày 22 tháng 12, Gunter đã vượt qua cuộc kiểm tra y tế tại White Hart Lane với mục đích kiếm được £ 2 triệu di chuyển. Vụ chuyển nhượng được chính thức thực hiện vào ngày 24 tháng 12 và anh ấy gia nhập câu lạc bộ sau khi kỳ chuyển nhượng mở cửa vào ngày 1 tháng 1 năm 2008.
Gunter có trận ra mắt cho Spurs vào ngày 15 tháng 1 trong trận đấu ở vòng ba FA Cup trước Reading tại Madejski Stadium, chơi trọn vẹn chiến thắng 1–0. Mười lăm ngày sau, anh có trận ra mắt giải đấu cao nhất cho Spurs, chơi 62 phút trong trận hòa không bàn thắng trước Everton trước khi bị thay thế bởi Kevin-Prince Boateng . Anh ấy chỉ ra sân thêm một lần nữa trong mùa giải đó, điền tên cho Didier Zokora cho vòng 17 đội cuối cùng phút trong trận thua 4–1 tại Birmingham City vào ngày 1 tháng 3. Anh ấy đã giành chức vô địch vì chiến thắng của họ trong Chung kết Cúp Liên đoàn bóng đá 2008.
Mùa giải thứ hai của anh ấy không chứng kiến anh ấy được đá chính thường xuyên, vì anh ấy chỉ ra sân trong ba trận đấu ở giải VĐQG, không chơi trọn vẹn 90 phút trong trận nào. Vào ngày 12 tháng 3 năm 2009, Gunter chuyển đến Nottingham Forest theo dạng cho mượn trong phần còn lại của mùa giải 2008–09.

### Nottingham Forest

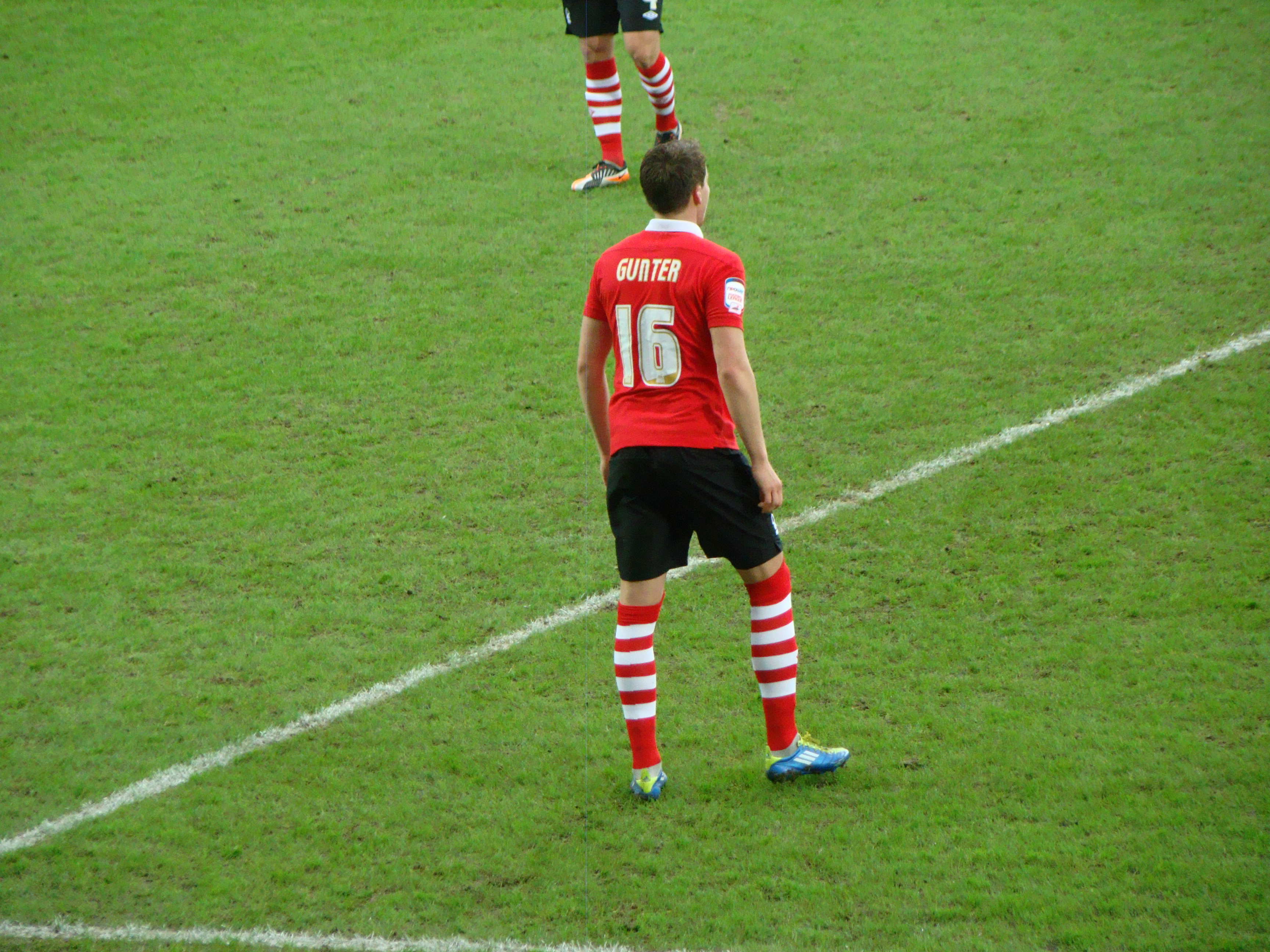
Gunter chơi cho Nottingham Forest năm 2011

Vào ngày 17 tháng 7 năm 2009, Tottenham Hotspur đã chấp nhận lời đề nghị trị giá 1,75 triệu bảng từ Nottingham Forest. Forest hoàn tất việc ký kết Gunter vào ngày 20 tháng 7 theo hợp đồng 4 năm.
Anh ghi bàn thắng đầu tiên cho câu lạc bộ trong chiến thắng 1–0 trước Plymouth Argyle vào ngày 27 tháng 9 năm 2009. Đó cũng là bàn thắng đầu tiên của Gunter ở bóng đá cấp cao. Trong trận đấu giữa Nottingham Forest và Crystal Palace vào ngày 23 tháng 3 năm 2010, Gunter có trận đấu thứ 100 cho câu lạc bộ cao cấp. Vào tháng 5 năm 2010, anh được chọn vào EFL Championship PFA Team of the Year cho mùa giải 2009–10.
Vào ngày 15 tháng 8 năm 2010, Gunter và Sanchez Watt bị trọng tài Tony Bates phạt thẻ vì một pha ẩu đả trên sân; tuy nhiên vào cuối tháng đó, FA đã ban hành lệnh cấm thi đấu ba trận cho Gunter khi các đoạn phát lại cho thấy anh ta đã dẫm lên cầu thủ Leeds United.
Thường xuyên chơi ở vị trí hậu vệ phải trong thời gian ở Forest, Gunter ghi bàn thắng duy nhất khác cho câu lạc bộ vào ngày 16 tháng 8 năm 2011, bàn thắng duy nhất trong trận đấu tại Doncaster Rovers.

### Reading

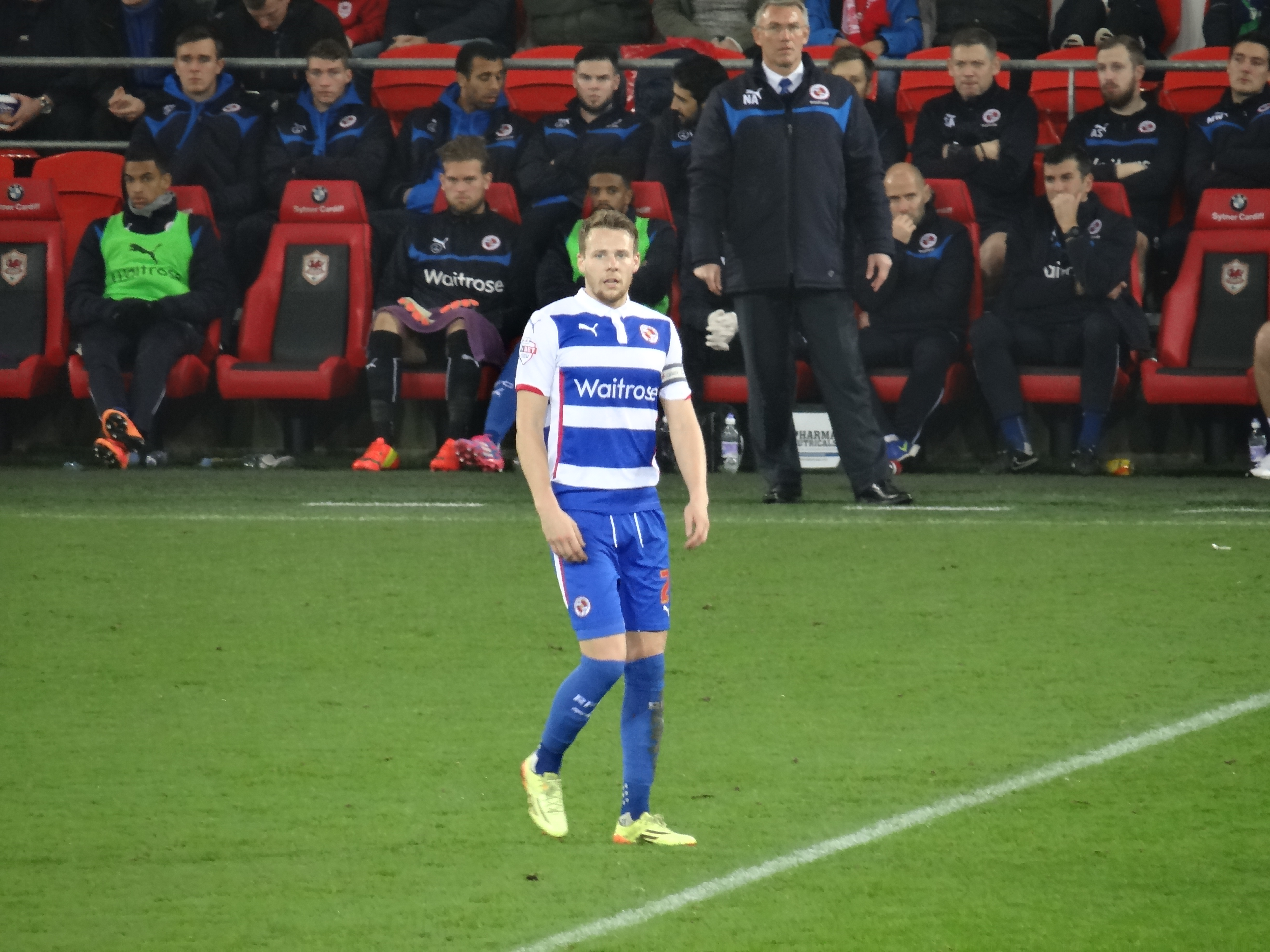
Gunter chơi cho Reading năm 2014

Gunter hoàn tất việc chuyển đến Reading vào ngày 17 tháng 7 năm 2012, ký hợp đồng 3 năm với câu lạc bộ đã được thăng hạng Premier League. Khoản phí này không được tiết lộ nhưng được báo cáo là vào khoảng 2,3 triệu bảng và 2,5 triệu bảng Anh. Anh ghi bàn thắng đầu tiên cho Reading vào lưới Peterborough United tại League Cup vào ngày 28 tháng 8 năm 2012, trận đấu thứ 3 –2 chiến thắng trên sân nhà đưa đội vào vòng thứ ba. Anh đã chơi 20 trận cho đội Royals, đội đã kết thúc mùa giải xuống hạng. Vào ngày 29 tháng 11 năm 2013, Gunter bị đuổi khỏi sân khi Reading thắng 3–2 trước câu lạc bộ cũ Forest.
Vào ngày 27 tháng 3 năm 2015, Reading đã đưa ra lựa chọn trong hợp đồng của Gunter để gia hạn thời gian ở lại với Royals thêm một năm. Ở vòng đầu tiên của League Cup vào ngày 11 tháng 8, anh ghi bàn thắng duy nhất trong hiệp phụ giúp Reading giành chiến thắng trên sân khách tại Colchester United.
Vào ngày 18 tháng 2 năm 2016, Gunter ký hợp đồng mới có thời hạn hai năm để giữ anh ở lại Reading cho đến mùa hè năm 2018. Gunter lại gia hạn hợp đồng với Reading vào ngày 5 tháng 7 năm 2017, đồng ý một hợp đồng mới có thời hạn 3 năm, giữ anh ở lại câu lạc bộ cho đến mùa hè năm 2020. Vào tháng 10 năm 2017, Gunter được đặt tên là Cầu thủ xuất sắc nhất năm của xứ Wales bởi Hiệp hội bóng đá xứ Wales.
Trong mùa giải 2018–19, sự kết hợp giữa sự xuất hiện của Andy Yiadom và huấn luyện viên José Manuel Gomes đã khiến cơ hội ở đội một của Gunter bị hạn chế – lần đầu tiên kể từ khi đến câu lạc bộ, anh ấy phải đối mặt với thời gian kéo dài ngoài lề. Sự kết hợp của các yếu tố này và chấn thương đã hạn chế anh ra sân 22 trận trong mùa giải.
Sau khi Gomes rời Reading vào ngày 9 tháng 10 năm 2019, Gunter và Garath McCleary được triệu tập trở lại đội một. Cả hai cầu thủ đều đã được niêm yết chuyển nhượng và được thông báo rằng họ sẽ rời câu lạc bộ vào mùa hè trước. Phải đến ngày 26 tháng 11, anh mới ra sân lần đầu tiên trong mùa giải, đánh dấu lần ra sân thứ 500 trong sự nghiệp ở câu lạc bộ bóng đá trong trận thua 0-0 trên sân nhà trước Leeds United – cũng là trận đấu thứ 225 của anh ở giải đấu cho Reading. Vào ngày 1 tháng 1 năm 2020, nhờ chấn thương của Yiadom, anh đã có lần ra sân thứ 300 cho Reading trong chiến thắng 2-1 trước Fulham. Gunter được Reading phát hành vào tháng 7 năm 2020 khi hoàn tất hợp đồng .

### Charlton Athletic
Vào ngày 8 tháng 10 năm 2020, Gunter gia nhập Charlton Athletic theo hợp đồng hai năm. Anh ghi bàn thắng duy nhất cho Charlton trong trận hòa 2–2 trước Plymouth Argyle vào ngày 26 tháng 12 năm 2020.
Vào ngày 10 tháng 5 năm 2022, có thông tin xác nhận rằng Gunter sẽ rời Charlton Athletic khi hết hạn hợp đồng.

### AFC Wimbledon
Vào ngày 4 tháng 7 năm 2022, Gunter tái gia nhập người quản lý cũ của mình Johnnie Jackson bằng cách ký hợp đồng với AFC Wimbledon theo hợp đồng một năm. Anh ấy ra mắt ở EFL League Two vào ngày 30 tháng 7 trong chiến thắng 2–0 trên sân nhà trước Gillingham. Trong trận đấu thứ tư vào ngày 16 tháng 8, anh ấy bị đuổi khỏi sân ngay trước hiệp một tại Mansfield Town vì đã tóm cổ Stephen Quinn, người đã đá quả bóng vào mặt anh ta khi anh ta đang ở trên mặt đất; tỷ số lúc đó là 2–2 và kết quả cuối cùng là đội chủ nhà giành chiến thắng 5–2. Lệnh cấm thi đấu ba trận của anh ấy đã bị hủy bỏ khi kháng cáo.
Gunter đã bỏ lỡ hai trận đấu vào tháng 3 năm 2023 do cam kết mới dẫn dắt đội tuyển quốc gia xứ Wales; quyết định đã được Jackson tán thành. Vào ngày 4 tháng 5, anh tuyên bố giải nghệ sau 35 trận đấu cho AFC Wimbledon và chuyển sang đảm nhận vai trò huấn luyện viên toàn thời gian cho xứ Wales.

## Sự nghiệp quốc tế

### Đội trẻ
Gunter bắt đầu sự nghiệp ở xứ Wales trong mùa giải 2003–04, có 4 lần ra sân cho đội dự bị U15 của Trường học trước khi chuyển đến đội U16 trường học xứ Wales và chơi trong trận giao hữu với Cộng hòa Ireland cùng với 3 trận Victory Shield quốc tế. Sau đó, anh có 11 lần ra sân ở cấp độ U-17 Wales trong mùa giải 2005–06, bao gồm cả vai trò đội trưởng đội bóng đá Tuệ, chơi ở hai vòng đấu của Giải vô địch UEFA khi Xứ Wales vượt qua vòng bảng mở màn để lọt vào vòng đấu ưu tú. Bước tiếp theo của anh ấy là chơi cho đội tuyển Wales U19 ở Milk Cup.
Ở tuổi 16 và 299 ngày, Gunter trở thành cầu thủ trẻ thứ hai chơi cho đội U21 xứ Wales sau Lewin Nyatanga khi anh thi đấu với Cyprus Under-21 năm 2006.

### Đội một

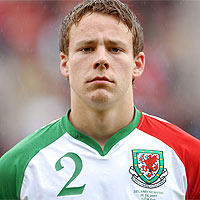
Gunter trong màu áo Wales năm 2007

Gunter lần đầu tiên được gọi vào đội tuyển quốc gia ở tuổi 17 để thi đấu giao hữu với New Zealand vào cuối mùa giải bóng đá chuyên nghiệp đầu tiên, tự mô tả mình là "hoàn toàn phù hợp". loạng choạng". Anh có trận ra mắt cho Wales trong trận đấu vào ngày 26 tháng 5 năm 2007 tại Racecourse Ground, Wrexham, diễn ra hiệp một với tỷ số hòa 2–2. Anh ấy đã từng có mặt ở vị trí hậu vệ phải trong Vòng loại World Cup 2010 và là cầu thủ duy nhất trong đội đã chơi cả 10 trận đấu.
Vào ngày 8 tháng 10 năm 2010, Gunter nhận một thẻ đỏ trực tiếp trong thời gian bù giờ vì lỗi chuyên nghiệp với Dimitar Rangelov trong trận thua 0-1 trên sân nhà trước Bulgaria trong trận đấu tại vòng loại Euro 2012 tại Cardiff City Stadium. Ở tuổi 24, anh có lần thứ 50 khoác áo Xứ Wales trong trận hòa 1-1 trên sân khách với Bỉ ở Vòng loại FIFA World Cup 2014 vào ngày 15 tháng 10 năm 2013.
Gunter là một phần của UEFA Euro 2016 đội hình 23 người của Wales và chơi mỗi phút trong sáu trận đấu của họ khi họ lọt vào bán kết. Anh ấy đã có lần khoác áo thứ 75, khi mới 27 tuổi, vào ngày 6 tháng 10 năm 2016 trong trận hòa 2–2 trên sân khách trước Áo ở Giải vô địch bóng đá thế giới 2018] đủ điều kiện.
Anh ấy là đội trưởng của đội lần đầu tiên trong trận giao hữu của xứ Wales với Panama vào ngày 13 tháng 11 năm 2017, trong đó anh ấy ngang bằng với kỷ lục 85 lần khoác áo đội tuyển quốc gia của người quản lý cũ Gary Speed cầu thủ ngoài sân. 22 sau đây Tháng 3, Gunter đã lập kỷ lục cho riêng mình khi góp mặt trong chiến thắng 6–0 trước Trung Quốc tại China Cup 2018. Vào ngày 20 tháng 11 năm 2018, anh đã vượt qua kỷ lục 92 lần khoác áo Xứ Wales của Neville Southall trong trận thua giao hữu 1–0 đi đến Albania, nơi anh là đội trưởng lần thứ hai. Gunter trở thành cầu thủ đầu tiên đạt được 100 lần khoác áo cho Xứ Wales trong trận giao hữu 1–0 trước Mexico vào ngày 27 tháng 3 năm 2021. Vào tháng 5 năm 2021, anh được chọn vào đội tuyển xứ Wales tham dự giải đấu UEFA Euro 2020 bị trì hoãn.
Tháng 11 năm 2022, Gunter có tên trong đội tuyển xứ Wales tham dự FIFA World Cup 2022 ở Qatar, nhưng đã không chơi trận nào trong ba trận Bảng B của họ. Điều này cho phép Gareth Bale, người đá chính cả ba trận, vượt qua Gunter để trở thành cầu thủ xứ Wales khoác áo đội tuyển nhiều nhất với 2 trận nhiều hơn.
Vào ngày 9 tháng 3 năm 2023, Gunter xác nhận anh sẽ gia từ sự nghiệp thi đấu quốc tế sau 109 lần khoác áo đội tuyển.

## Sự nghiệp huấn luyện viên
Vào ngày 21 tháng 3 năm 2023, Gunter được bổ nhiệm làm huấn luyện viên của đội tuyển bóng đá quốc gia xứ Wales dưới sự dẫn dắt của huấn luyện viên trưởng đội Rob Page.

## Cuộc sống cá nhân
Gunter từng là bạn cùng phòng với cầu thủ người xứ Wales Aaron Ramsey từng chơi cho Arsenal, đối thủ ở London của đội bóng lúc đó của Gunter Tottenham Hotspur. Gunter cũng là phù rể cho Ramsey tại đám cưới của anh ấy.

## Thống kê sự nghiệp

### Câu lạc bộ
Tính đến trận đấu ngày 9 tháng 5 năm 2023.
| Câu lạc bộ               | Mùa                 | Giải đấu            | Giải đấu | Giải đấu | Cúp FA | Cúp FA | Cúp Liên đoàn | Cúp Liên đoàn | Lục địa | Lục địa | Khác | Khác | Tổng cộng | Tổng cộng |
| Câu lạc bộ               | Mùa                 | Hạng đấu            | Trận     | Bàn      | Trận   | Bàn    | Trận          | Bàn           | Trận    | Bàn     | Trận | Bàn  | Trận      | Bàn       |
| ------------------------ | ------------------- | ------------------- | -------- | -------- | ------ | ------ | ------------- | ------------- | ------- | ------- | ---- | ---- | --------- | --------- |
| Cardiff City             | 2006–07             | EFL Championship    | 15       | 0        | 0      | 0      | 1             | 0             | —       | —       | —    | —    | 16        | 0         |
| Cardiff City             | 2007–08             | EFL Championship    | 13       | 0        | —      | —      | 4             | 0             | —       | —       | —    | —    | 17        | 0         |
| Cardiff City             | Tổng cộng           | Tổng cộng           | 28       | 0        | 0      | 0      | 5             | 0             | —       | —       | —    | —    | 33        | 0         |
| Tottenham Hotspur        | 2007–08             | Premier League      | 2        | 0        | 2      | 0      | —             | —             | —       | —       | —    | —    | 4         | 0         |
| Tottenham Hotspur        | 2008–09             | Premier League      | 3        | 0        | 1      | 0      | 1             | 0             | 7       | 0       | —    | —    | 12        | 0         |
| Tottenham Hotspur        | Tổng cộng           | Tổng cộng           | 5        | 0        | 3      | 0      | 1             | 0             | 7       | 0       | —    | —    | 16        | 0         |
| Nottingham Forest (mượn) | 2008–09             | EFL Championship    | 8        | 0        | —      | —      | —             | —             | —       | —       | —    | —    | 8         | 0         |
| Nottingham Forest        | 2009–10             | EFL Championship    | 44       | 1        | 2      | 0      | 2             | 0             | —       | —       | 2    | 0    | 50        | 1         |
| Nottingham Forest        | 2010–11             | EFL Championship    | 43       | 0        | 2      | 0      | 0             | 0             | —       | —       | 2    | 0    | 47        | 0         |
| Nottingham Forest        | 2011–12             | EFL Championship    | 46       | 1        | 2      | 0      | 2             | 0             | —       | —       | —    | —    | 50        | 1         |
| Nottingham Forest        | Tổng cộng           | Tổng cộng           | 141      | 2        | 6      | 0      | 4             | 0             | —       | —       | 4    | 0    | 155       | 2         |
| Reading                  | 2012–13             | Premier League      | 20       | 0        | 1      | 0      | 2             | 1             | —       | —       | —    | —    | 23        | 1         |
| Reading                  | 2013–14             | EFL Championship    | 44       | 0        | 1      | 0      | 1             | 0             | —       | —       | —    | —    | 46        | 0         |
| Reading                  | 2014–15             | EFL Championship    | 38       | 0        | 4      | 0      | 3             | 0             | —       | —       | —    | —    | 45        | 0         |
| Reading                  | 2015–16             | EFL Championship    | 44       | 0        | 5      | 0      | 3             | 1             | —       | —       | —    | —    | 52        | 1         |
| Reading                  | 2016–17             | EFL Championship    | 46       | 1        | 1      | 0      | 2             | 0             | —       | —       | 3    | 0    | 52        | 1         |
| Reading                  | 2017–18             | EFL Championship    | 46       | 1        | 3      | 0      | 3             | 0             | —       | —       | —    | —    | 52        | 1         |
| Reading                  | 2018–19             | EFL Championship    | 22       | 0        | 0      | 0      | 1             | 0             | —       | —       | —    | —    | 24        | 0         |
| Reading                  | 2019–20             | EFL Championship    | 20       | 0        | 1      | 0      | 0             | 0             | —       | —       | —    | —    | 21        | 0         |
| Reading                  | Tổng cộng           | Tổng cộng           | 280      | 2        | 16     | 0      | 15            | 2             | —       | —       | 3    | 0    | 314       | 4         |
| Charlton Athletic        | 2020–21             | League One          | 36       | 1        | 0      | 0      | 0             | 0             | —       | —       | 0    | 0    | 36        | 1         |
| Charlton Athletic        | 2021–22             | League One          | 18       | 0        | 1      | 0      | 1             | 0             | —       | —       | 2    | 0    | 22        | 0         |
| Charlton Athletic        | Tổng cộng           | Tổng cộng           | 54       | 1        | 1      | 0      | 1             | 0             | —       | —       | 2    | 0    | 58        | 1         |
| AFC Wimbledon            | 2022–23             | League Two          | 31       | 0        | 1      | 0      | 1             | 0             | —       | —       | 2    | 0    | 35        | 0         |
| Tổng cộng sự nghiệp      | Tổng cộng sự nghiệp | Tổng cộng sự nghiệp | 539      | 5        | 27     | 0      | 27            | 2             | 7       | 0       | 11   | 0    | 611       | 7         |

### Quốc tế

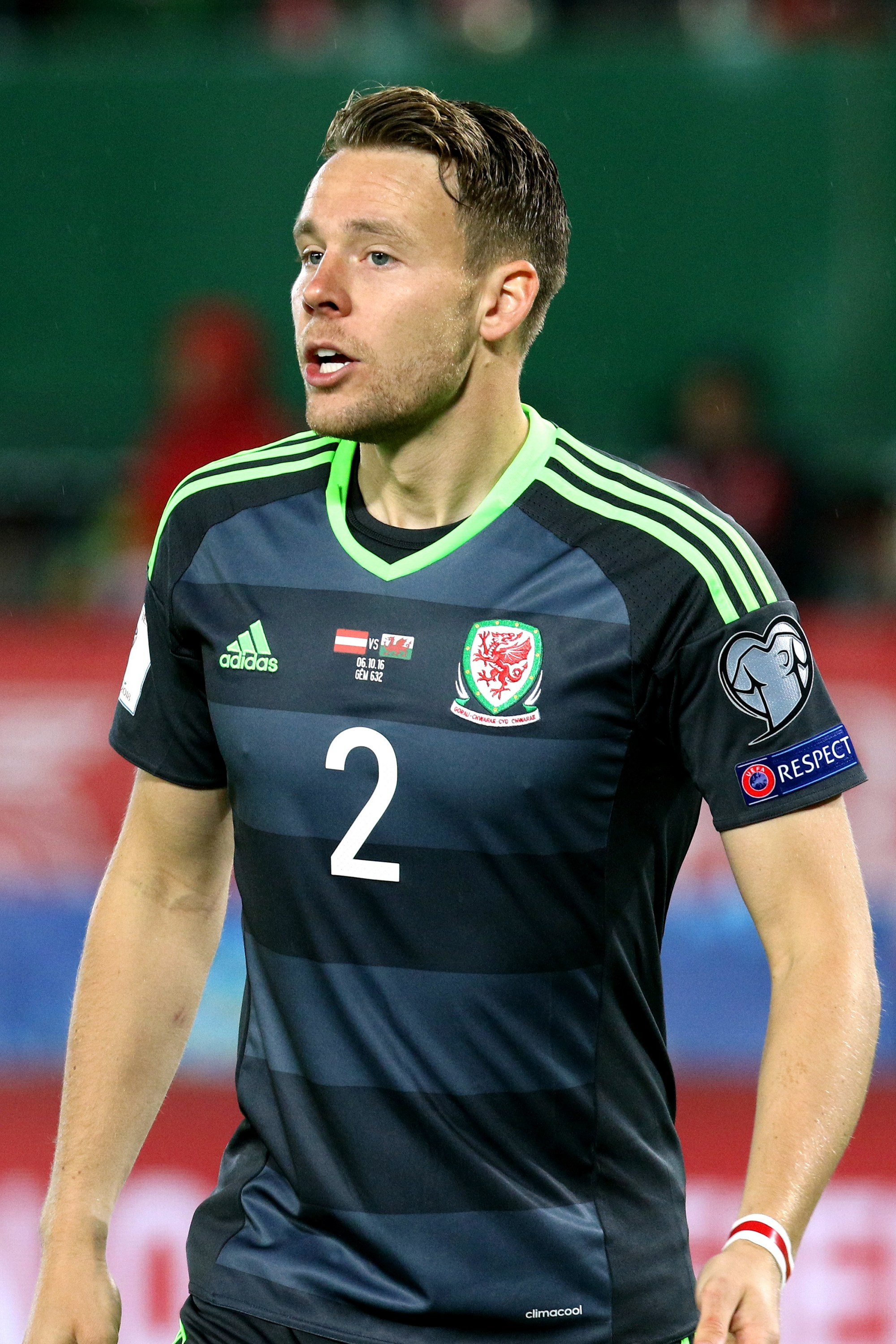
Gunter chơi cho Wales năm 2016

Tính đến trận đấu ngày 14 tháng 6 năm 2022.
| Đội tuyển quốc gia | Năm       | Trận | Bàn |
| ------------------ | --------- | ---- | --- |
| Wales              | 2007      | 3    | 0   |
| Wales              | 2008      | 8    | 0   |
| Wales              | 2009      | 9    | 0   |
| Wales              | 2010      | 5    | 0   |
| Wales              | 2011      | 10   | 0   |
| Wales              | 2012      | 7    | 0   |
| Wales              | 2013      | 9    | 0   |
| Wales              | 2014      | 6    | 0   |
| Wales              | 2015      | 7    | 0   |
| Wales              | 2016      | 13   | 0   |
| Wales              | 2017      | 8    | 0   |
| Wales              | 2018      | 8    | 0   |
| Wales              | 2019      | 3    | 0   |
| Wales              | 2020      | 3    | 0   |
| Wales              | 2021      | 7    | 0   |
| Wales              | 2022      | 3    | 0   |
| Tổng cộng          | Tổng cộng | 109  | 0   |